# Phaonia latifrons
Phaonia latifrons är en tvåvingeart som beskrevs av Johann Andreas Schnabl och Dziedzicki 1911. Phaonia latifrons ingår i släktet Phaonia och familjen husflugor.
Artens utbredningsområde är Tibet. Inga underarter finns listade i Catalogue of Life.